# Шольц, Бернгард (писатель)
Бернхард Шольц (нем. Bernhard Scholz; 16 сентября 1831, Висбаден — 11 декабря 1871, Висбаден) — немецкий драматург, поэт и журналист.
Учился естествознанию и горному делу в Марбургском и Боннском университетах, но затем, заинтересовавшись гуманитарной сферой, в 1853—1856 гг. изучал искусство и литературу в Мюнхенском университете. С 1856 года работал журналистом в газете Nassauische Allgemeine Zeitung, затем в Вене, где пытался издавать собственную газету Die Glocke (с нем. — «Колокол») и сотрудничал в недолго просуществовавшей газете Donauzeitung. После её закрытия в 1862 году отправился как репортёр газеты Wiener Presse на Всемирную выставку в Лондоне. Успех его репортажей привёл к переходу Шольца в популярное ежедневное издание Fremden-Blatt, где он был одним из ведущих авторов на протяжении нескольких лет. C началом Австро-прусской войны в 1866 году Шольц печатно выразил уверенность в скором поражении Австрии, после чего вернулся в Висбаден. Некоторое время работал корреспондентом Norddeutschen Allgemeinen Zeitung. В декабре того же года основал в Висбадене газету Rheinische Kurier (с нем. — «Рейнский курьер»), стоявшую на платформе поддержки внешнеполитического курса Отто фон Бисмарка при резкой критике его консервативной внутренней политики.
Как литератор Шольц дебютировал в 1852 году трагедией «Конрадин Швабский» (нем. Konradin von Schwaben, о последнем Гогенштауфене короле Конрадине), однако в полной мере посвятил себя литературному творчеству лишь в последние годы жизни. Его трагедия «Ханс Вальдман» (1869, о швейцарском политике Ханс Вальдмане) не имела успеха, но две последние пьесы, написанные в 1870 году «Маска за маску, или Густав Ваза» (нем. Maske für Maske, oder: Gustav Wasa) и «Современная миллионерша» (нем. Eine moderne Million), имели значительный успех, хотя последняя и вызвала резко критический отзыв Теодора Фонтане, охарактеризовавшего её как «мешанину из сентиментальности, современности и сенсационной романтики» (нем. Mischung von Sentimentalität, Modernität und Sensationsromantik). Посмертно были опубликованы сборник стихотворений Шольца (1872) и книга рассказов «Рейнские виды и альпийские цветы» (нем. Rheinbilder und Alpenblumen; 1873).